# مینولا (آیووا)

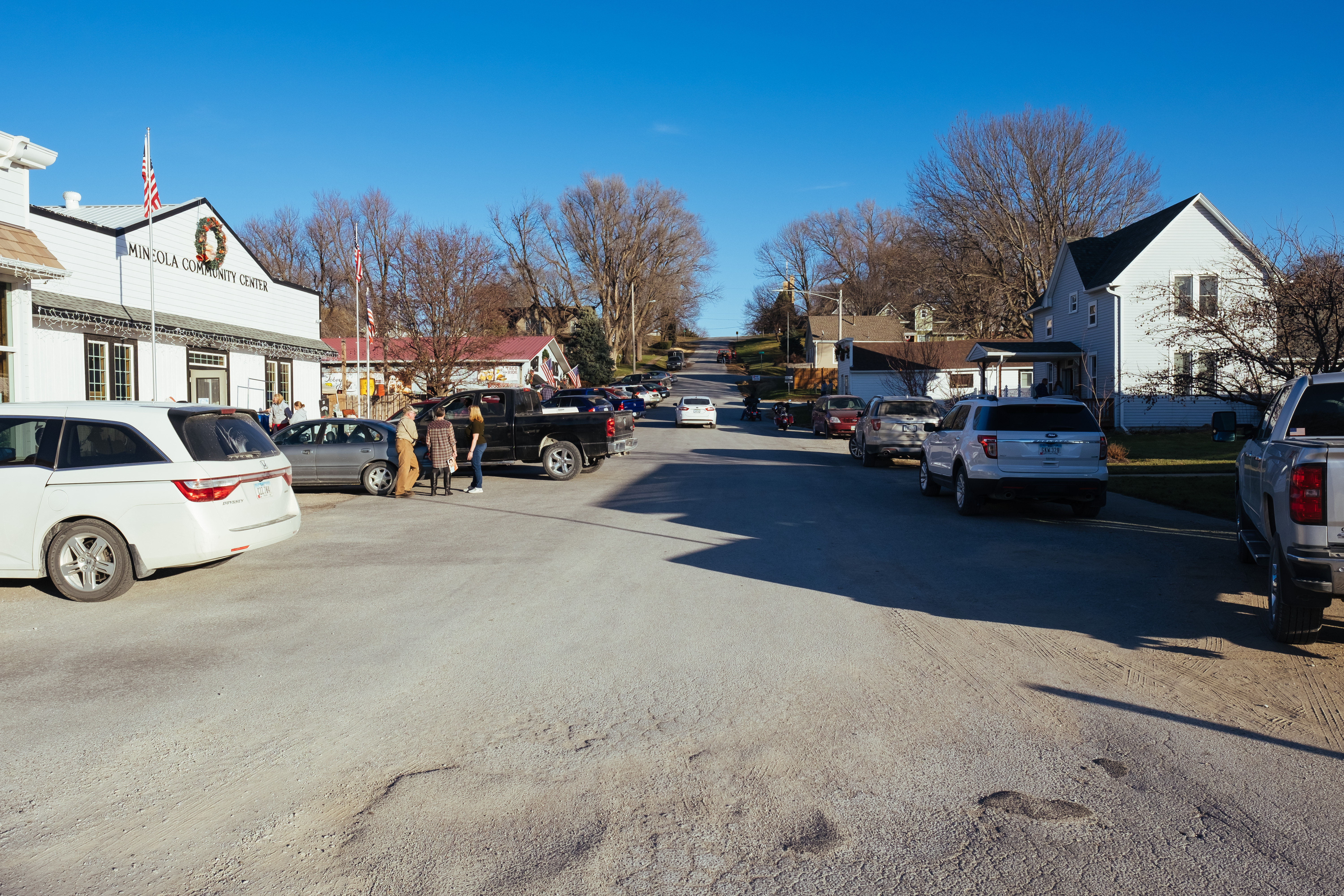
خیابان اصلی مینولا، آیووا

مینولا (به انگلیسی: Mineola) شهری در ایالت آیووا کشور ایالات متحده آمریکا است که جمعیت آن در سرشماری سال ۲۰۱۰ میلادی، ۱۶۶ نفر بوده‌است.